# 마르쿠스 아우렐리우스 원주

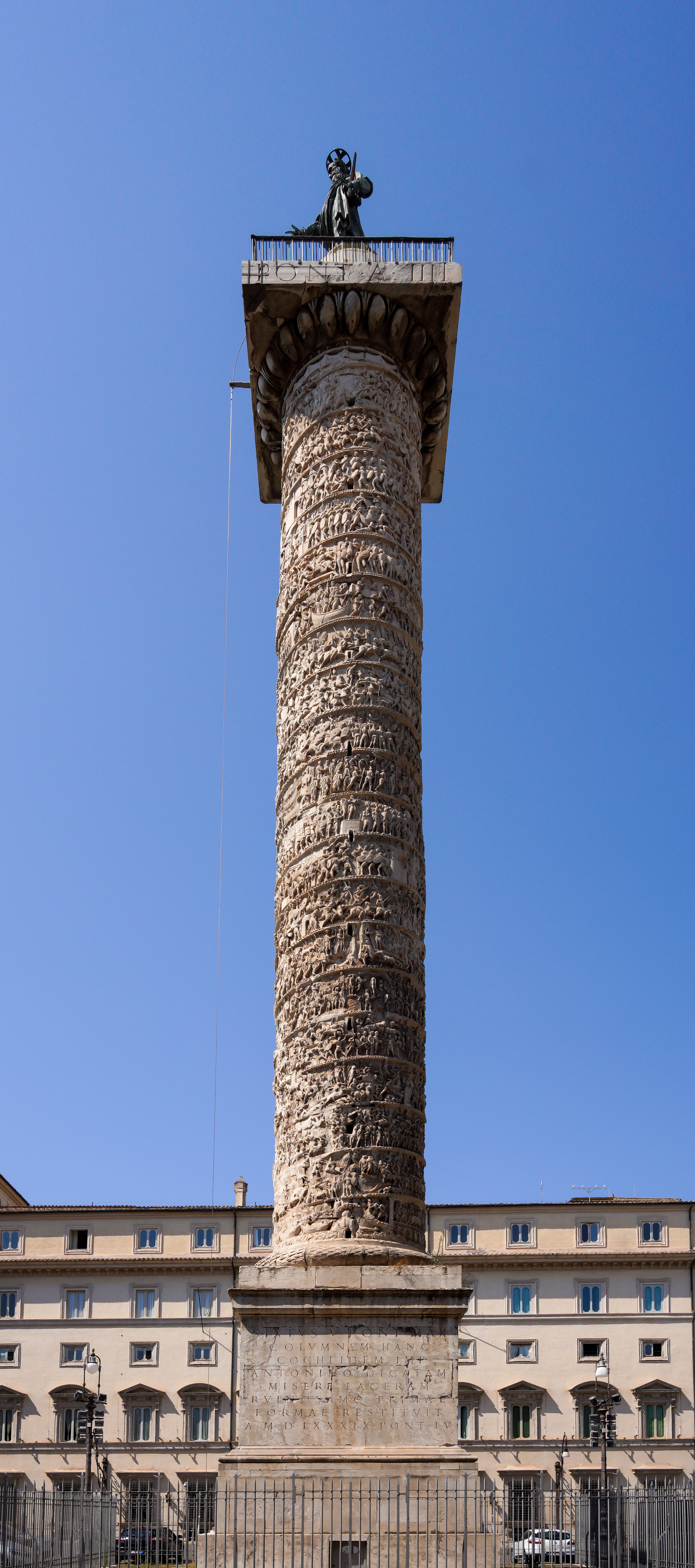
콜론나 광장에 있는 마르쿠스 아우렐리우스 원주

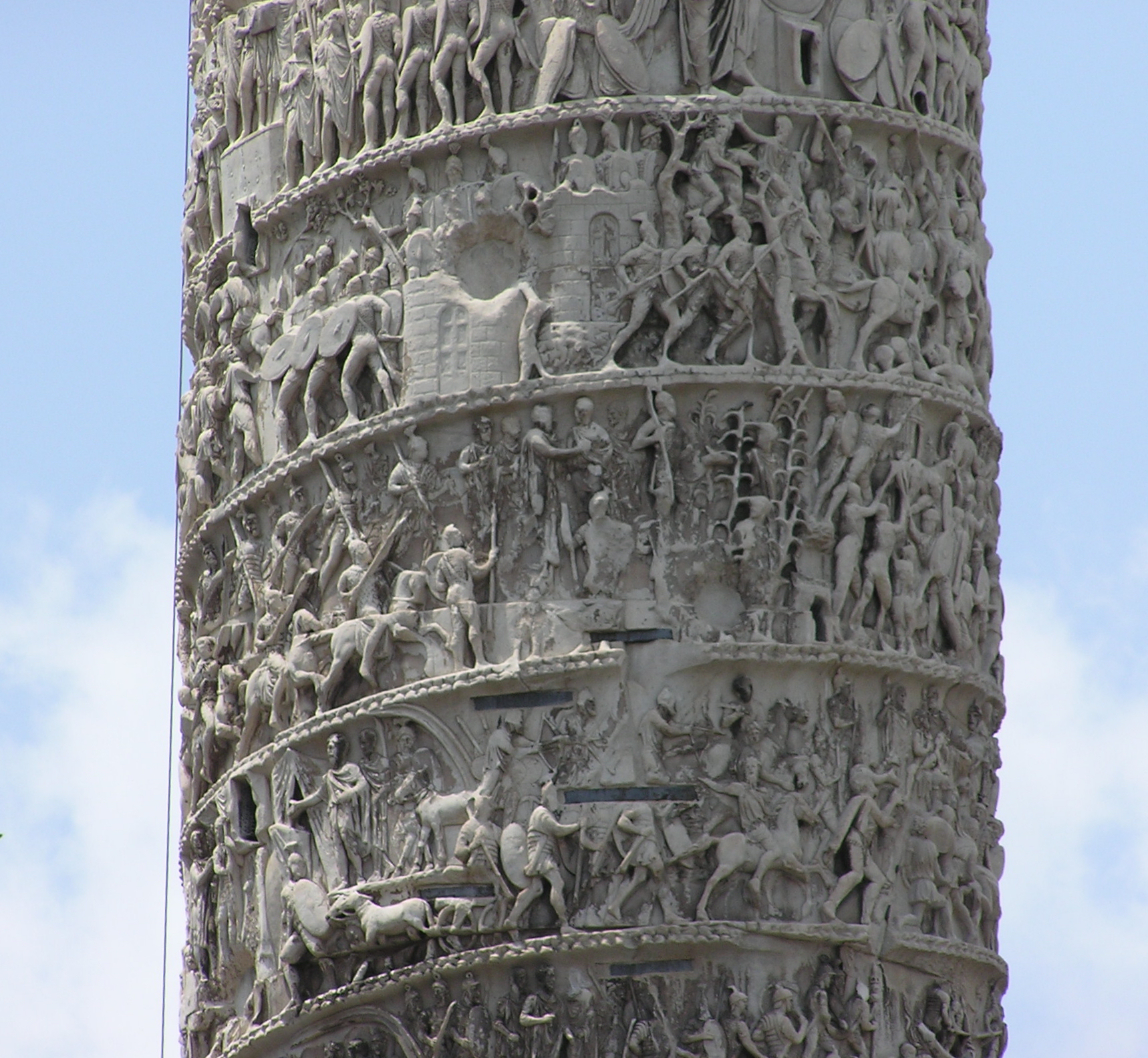
원주의 상세 모습.

마르쿠스 아우렐리우스 원주(라틴어: Columna Centenaria Divorum Marci et Faustinae, 이탈리아어: Colonna di Marco Aurelio)는 이탈리아 로마 콜론나 광장에 있는 고대 로마의 전승 기념탑이다. 나선형의 부조가 들어간 도리아 양식의 기념탑이며, 로마 제국의 황제 마르쿠스 아우렐리우스를 기념해 지어졌고 트라야누스 원주의 모델이 되었다.

## 같이 보기
- 로마 건축